# Георги Илиев – Майкъла
Георги Илиев (роден на 15 септември 1956 г.), известен с прякора Майкъла, е бивш български футболист, защитник. По време на кариерата си играе за Сливен, ЦСКА (София), Дунав (Русе), Славия (София), Локомотив (София) и шведския ИФ Елфсбори.

## Биография
Илиев е юноша на ЦСКА (София). Дебютира обаче в А група през сезон 1975/76 с екипа на Сливен, където играе, докато отбива военната си служба. През есента на 1976 г. се завръща при „армейците“, но не успява да се наложи в титулярния състав, поради което през 1978 г. отново облича екипа на Сливен.
През лятото на 1980 г. Илиев за втори път е върнат в ЦСКА. Превръща се в основна фигура в защитата на отбора. Става трикратен шампион на България през 1980/81, 1981/82 и 1982/83, а освен това печели и Купата на България през 1982/83. Общо в двата си престоя в ЦСКА записва 97 мача с 3 гола в А група. Изиграва също 22 мача в евротурнирите – 20 в КЕШ и 2 в Купата на УЕФА. С ЦСКА достига до полуфинала в Купата на европейските шампиони през 1981/82, като е титуляр във всички 8 мача от кампанията срещу Реал Сосиедад, Гленторан, Ливърпул и Байерн Мюнхен.
В края на 1983 г. Илиев е отстранен от ЦСКА и преминава във втородивизионния Дунав (Русе). Помага на отбора да се завърне в А група, а през лятото на 1984 г. облича екипа на Славия (София). За 4 сезона с „белите“ записва 89 мача с 5 гола в елита. През есента на 1988 г. играе за Локомотив (София), а в началото на 1989 г. преминава в шведския ИФ Елфсбори, който е последния отбор в състезателната му кариера.
От 1990 г. до 1993 г. работи като селекционер на ЦСКА.

## Успехи
ЦСКА (София)
- А група –  Шампион (3): 1980/81, 1981/82, 1982/83
- Купа на България –  Носител: 1982/83